# Gunung Batu (Pulau Beringin)
Gunung Batu (Gunungbatu) is een plaats en kelurahan (bestuurslaag) in het onderdistrict (kecamatan) Pulau Beringinin, regentschap Ogan Komering Ulu Selatan van de provincie Zuid-Sumatra, Indonesië. Gunung Batu telt 1708 inwoners (volkstelling 2010).